# 南庄町 (堺市)
南庄町（みなみしょうちょう）は、大阪府堺市堺区にある地名。2024年現在の行政地名は南庄町一丁から南庄町二丁。住居表示は実施済。

## 地理
堺区の中央部に位置する。東は北田出井町、北は北庄町、西は神明町東・宿屋町東、南は北向陽町に接する。西部に一丁、東部に二丁がある。

## 歴史

### 沿革
- 1932年（昭和7年）、堺市向陽町・田出井町・神明町東1 - 3丁の各一部より南庄町成立。
- 1935年（昭和10年）、向陽町の一部を編入。
- 1939年（昭和14年）、一部を北庄町1 - 3丁に編入。
- 1950年（昭和25年）、一部を今池町1 - 6丁に編入[6]。
- 2006年（平成18年）、堺市が政令指定都市に移行し、行政区を設置。南庄町は堺区の所属となる。

## 世帯数と人口
2024年（令和6年）9月30日現在の世帯数と人口は以下の通りである。
| 丁         | 世帯数  | 人口  |
| ---------- | ------- | ----- |
| 南庄町一丁 | 274世帯 | 551人 |
| 南庄町二丁 | 208世帯 | 327人 |
| 計         | 482世帯 | 878人 |

### 人口の変遷
国勢調査による人口の推移。
| 1995年（平成7年）  | 519人 | [ 7 ]  |  |
| 2000年（平成12年） | 503人 | [ 8 ]  |  |
| 2005年（平成17年） | 644人 | [ 9 ]  |  |
| 2010年（平成22年） | 880人 | [ 10 ] |  |
| 2015年（平成27年） | 839人 | [ 11 ] |  |
| 2020年（令和2年）  | 835人 | [ 12 ] |  |

### 世帯数の変遷
国勢調査による世帯数の推移。
| 1995年（平成7年）  | 189世帯 | [ 7 ]  |  |
| 2000年（平成12年） | 211世帯 | [ 8 ]  |  |
| 2005年（平成17年） | 303世帯 | [ 9 ]  |  |
| 2010年（平成22年） | 405世帯 | [ 10 ] |  |
| 2015年（平成27年） | 390世帯 | [ 11 ] |  |
| 2020年（令和2年）  | 414世帯 | [ 12 ] |  |

## 学区
市立小・中学校に通う場合、学区は以下の通りとなる。
| 丁         | 番   | 小学校         | 中学校             |
| ---------- | ---- | -------------- | ------------------ |
| 南庄町一丁 | 全域 | 堺市立錦小学校 | 堺市立殿馬場中学校 |
| 南庄町二丁 | 全域 | 堺市立錦小学校 | 堺市立殿馬場中学校 |

## 事業所
2021年（令和3年）現在の経済センサス調査による事業所数と従業員数は以下の通りである。
| 丁         | 事業所数 | 従業員数 |
| ---------- | -------- | -------- |
| 南庄町一丁 | 15事業所 | 67人     |
| 南庄町二丁 | 20事業所 | 142人    |
| 計         | 35事業所 | 209人    |

## 交通

### バス
- 南海バス[15]
- 9・17・85系統：北庄町

### 道路
- 堺中央線（大阪府道30号大阪和泉泉南線）

## 施設
- 誓源寺

## 郵便
- 郵便番号：590-0008[3]（集配局：堺郵便局[16]）。